# Mondonville
Mondonville är en kommun i departementet Haute-Garonne i regionen Occitanien i södra Frankrike. Kommunen ligger i kantonen Blagnac som tillhör arrondissementet Toulouse. År 2022 hade Mondonville 6 003 invånare.

## Befolkningsutveckling
Antalet invånare i kommunen Mondonville
Referens:INSEE

## Monument

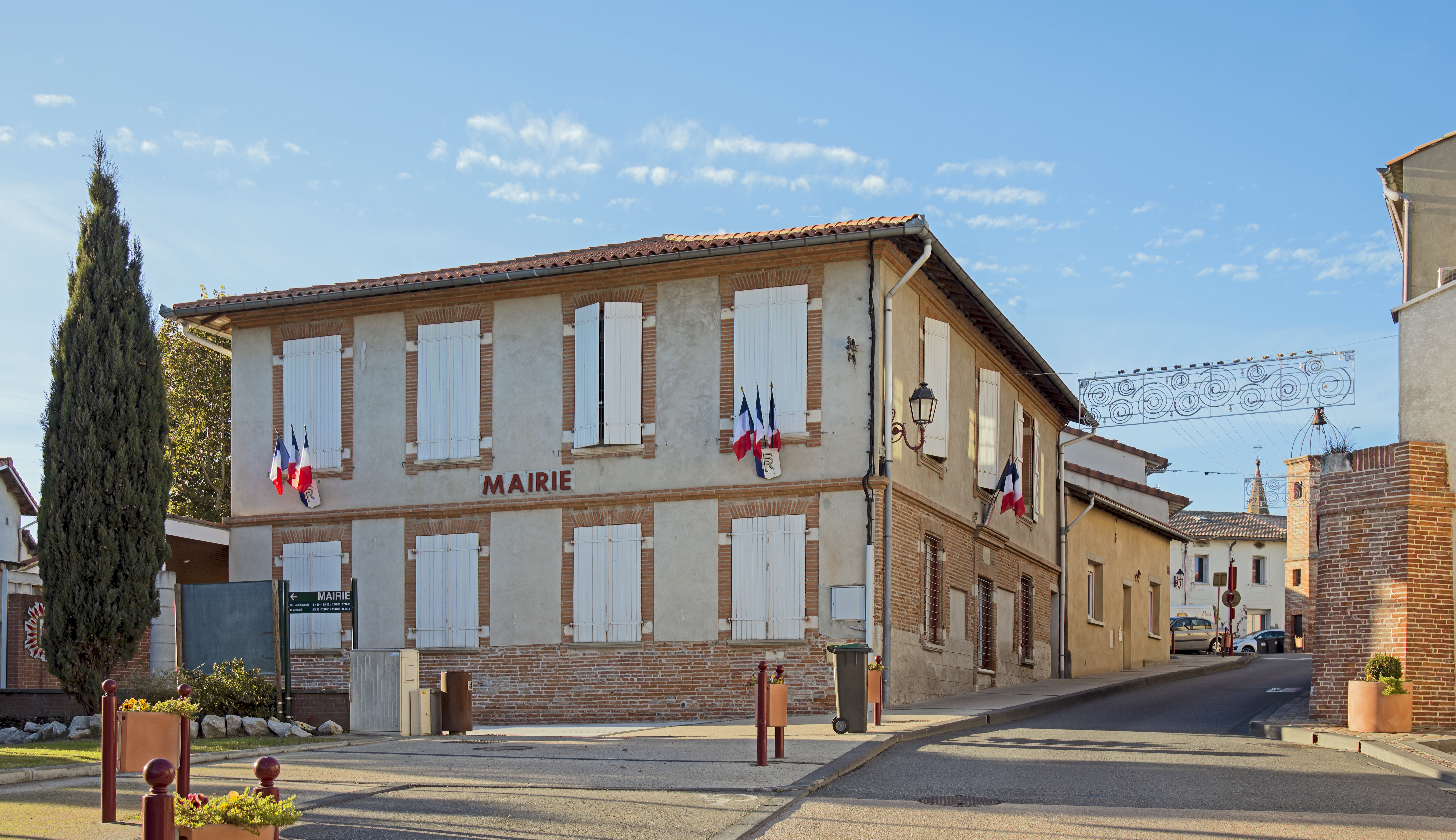
sTADSHUS
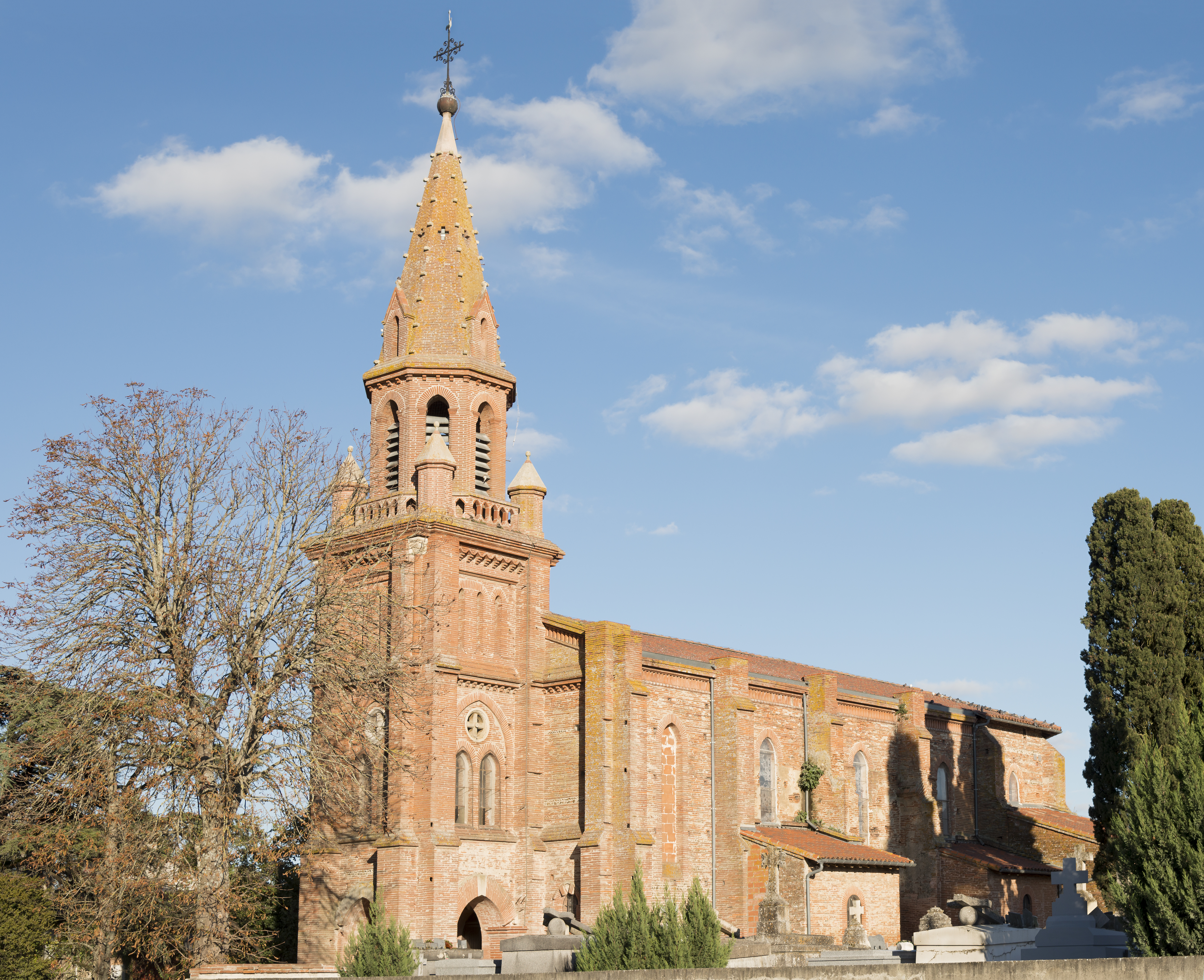
Kyrkan.
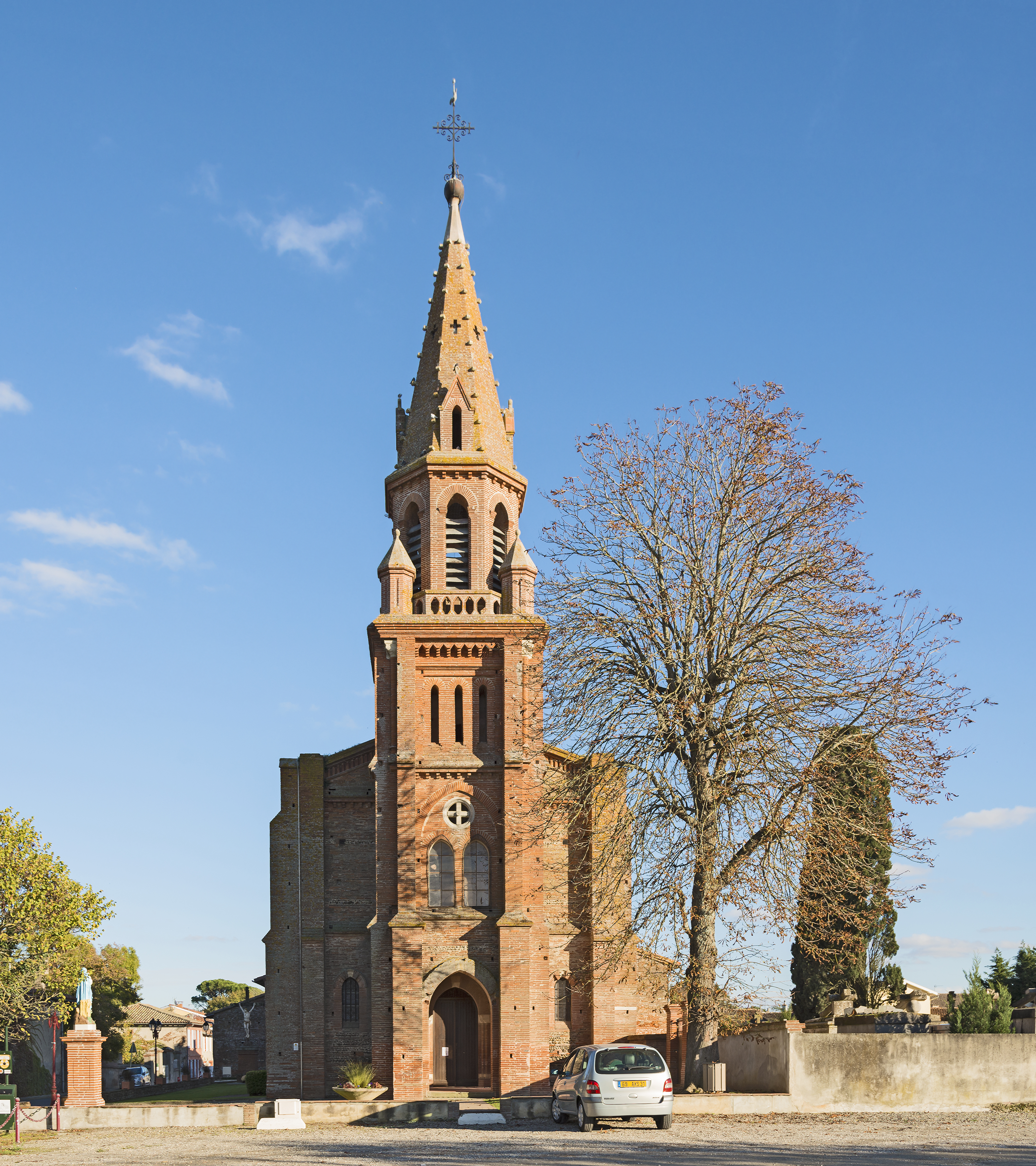